# Нікола Тесла
Нікóла Те́сла (серб. Никола Тесла, Nikola Tesla; 10 липня 1856, Смилян, Хорватія — 7 січня 1943, Нью-Йорк, США) —  американський винахідник і фізик сербського походження.
Походив із сербської сім'ї, згодом став громадянином США. Тесла найбільш відомий своїми винаходами у галузі електрики, магнетизму та електротехніки. Зокрема йому належать винаходи змінного струму[джерело?], поліфазової системи та електродвигуна зі змінним струмом. Був ключовою фігурою при побудові першої гідроелектростанції на Ніагарському водоспаді. Одиниця вимірювання магнітної індукції в системі SI названа на честь дослідника.

## Біографія

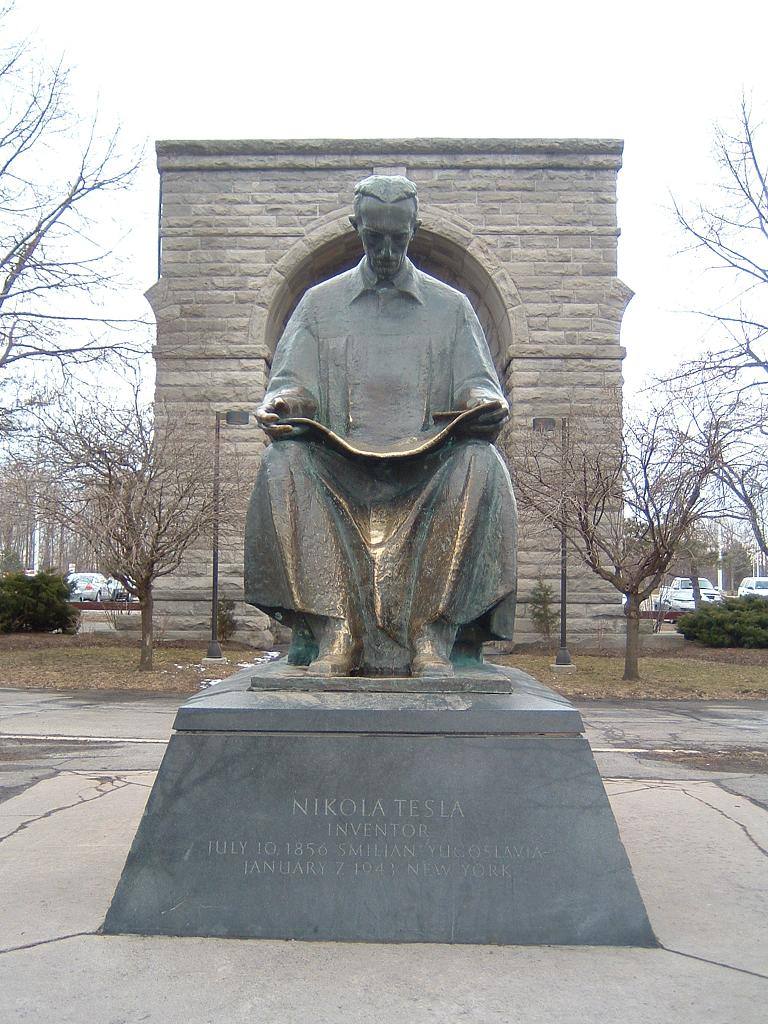
Пам'ятник Теслі біля Ніагарського водоспаду, штат Нью-Йорк, США

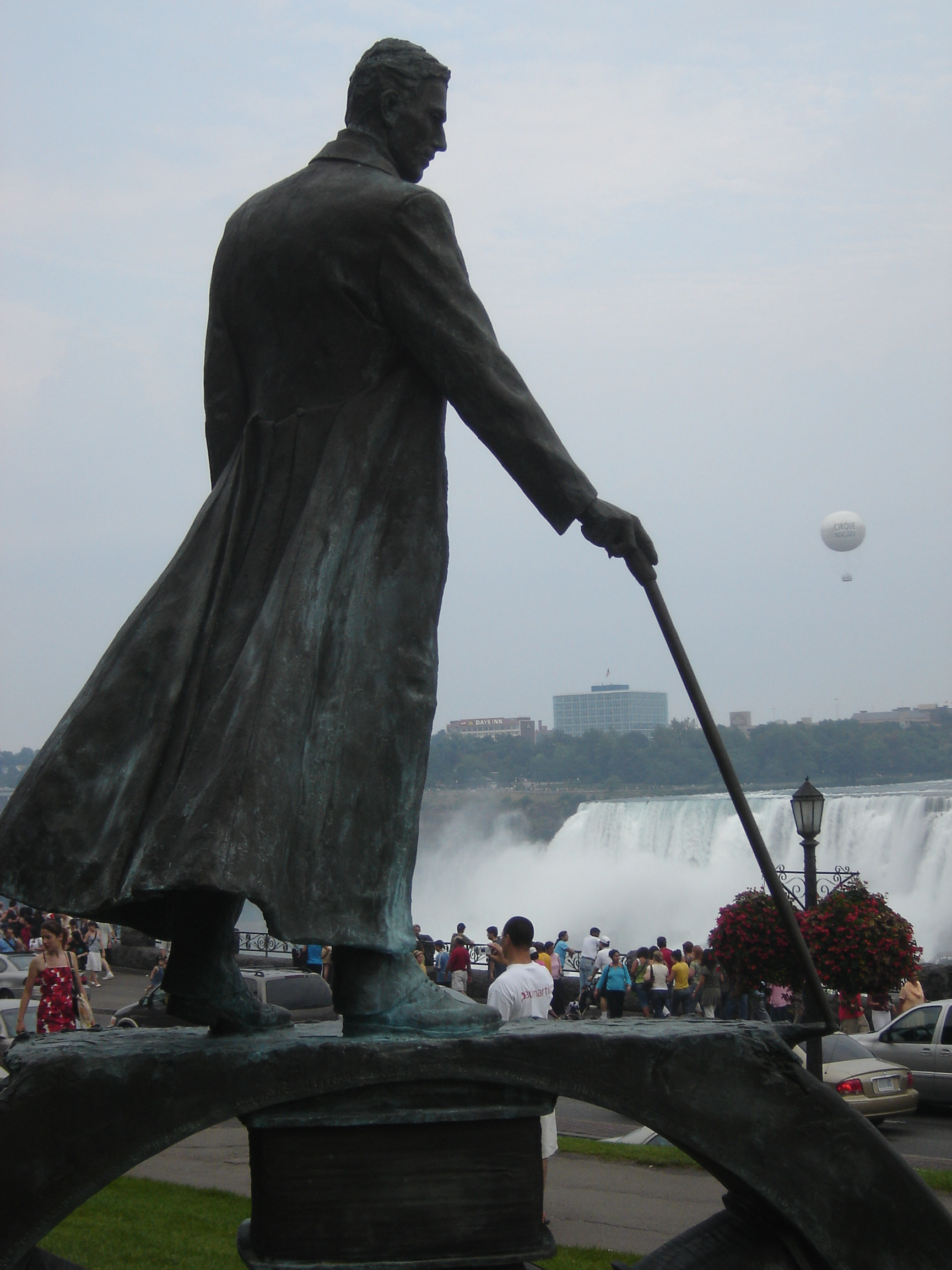
Пам'ятник Теслі біля Ніагарського водоспаду з боку Канади

Пам'ятник Ніколі Теслі у Белграді

За легендою, Нікола Тесла народився точно опівночі дуже грозової ночі. Це сталося в селі Сміляни біля Госпича в Хорватії (Австро-Угорщині). Його батько, Рев Мілутін Тесла, був священником православної церкви. Мати, Джука Тесла (Мандік), була донькою православного священника. Вона знала багато народних пісень, але не була писемною, що в той час було досить поширеним. У сім'ї було п'ятеро дітей — двоє хлопців і троє дівчат, Нікола був четвертою дитиною.
1862 року сім'я переїхала до Госпича, де Тесла вчився у гімназії. Згодом Тесла закінчив школу в Карловаці. Студіював електротехніку у Технічному університеті Граца, де намагався здобути ступінь бакалавра. Але училище не затвердило йому цей ступінь через багато пропусків лекцій. 1880 року навчався у Карловому університеті в Празі.
1881 року переїхав до Будапешта, де працював у телеграфній компанії. У 1882—1884 роках працював у Парижі в Континентальній компанії Едісона. Тоді створив діючу модель індукційного генератора змінного струму.
З 1884 року Тесла без суттєвих статків переїхав до Нью-Йорка, де також працював спочатку в компанії Томаса Едісона, досягши великих успіхів. Через рік звільнився через те, що Едісон не виплатив обіцяні за досягнення гроші. Крім того, Едісон був прихильником використання постійного струму, а Тесла вважав, що майбутнє за змінним струмом. Згодом Тесла співпрацював із компанією Westinghouse Electric відомого промисловця Джорджа Вестінгауза, де зміг реалізувати свої ідеї. Вестінгауз викупив у Тесли понад 40 патентів за ціною в середньому 25 тисяч доларів за кожен.
1888 року Тесла відкрив явище обертального магнітного поля, на основі чого побудував електрогенератори надвисокої частоти. 1891 року він сконструював пристрій (трансформатор Тесли) на базі трансформатора, включеного в коливні контури, які працювали в резонансному режимі, який давав змогу отримувати високочастотні коливання надвисокої напруги.
У 1895 році Westinghouse Electric запустила в дію найбільшу у світі Ніагарську ГЕС із потужними генераторами Тесли.
1896 року Теслі вдалося передати радіосигнал на відстань 48 км.
1899 року створив у Колорадо-Спрінгс лабораторію для вивчення електричного потенціалу Землі. Відповідні спостереження підштовхнули дослідника до думки про можливість бездротового передавання електроенергії на значні відстані.
Того ж року Тесла публічно продемонстрував газорозрядні лампи й електродвигуни, які працювали на високочастотному струмі без дротів.
Упродовж 1900—1905 років — спроба створення Всесвітньої станції бездротової передачі енергії на Лонг-Айленді (проєкт «Ворденкліф» — Wardenclyffe). Після відмови Джона П. Моргана фінансувати проєкт, роботи були припинені, а збудовану вежу американський уряд підірвав 1917 року.
Під кінець свого життя Тесла все більше ставав відлюдником. Він помер від серцевої недостатності між 6 та 8 січня 1943 року в готелі «Нью-Йоркер». Незважаючи на велику кількість патентів, Тесла на момент смерті був у боргах.
Чимало про життя й діяльність Ніколи Тесли можна дізнатися з його автобіографії «Мої винаходи».

## Винаходи й наукові роботи
Нікола Тесла — автор близько 800 винаходів у сфері електро- та радіотехніки. Серед найвизначніших відкриттів — змінний струм[джерело?], флуоресцентне світло[джерело?], бездротова передача енергії.
Тесла вперше розробив принципи дистанційного керування, основи лікування струмами високої частоти, побудував перші електричні годинники, двигун на сонячній енергії й багато іншого.
Нікола Тесла створив генератор змінного струму, опираючись на принципи обертання магнітних полів, і тим самим надав людству можливість широкого використання електрики.

### Змінний струм
З 1889 року Тесла розпочав дослідження струмів високої частоти і високої напруги. Винайшов перші зразки електромеханічних ВЧ-генераторів (у тому числі індукторного типу) і високочастотний трансформатор (трансформатор Тесли, 1891), створивши тим самим передумови для розвитку нової галузі електротехніки — ВЧ-техніки.
У ході досліджень струмів високої частоти Тесла приділяв увагу і питанням безпеки. Експериментуючи на своєму тілі, він вивчав вплив змінних струмів різної частоти і сили на людський організм. Багато правил, вперше розроблені Теслою, увійшли в сучасні основи техніки безпеки при роботі з ВЧ-струмами. Він виявив, що при частоті струму понад 700 Гц електричний струм протікає по поверхні тіла, не завдаючи шкоди тканинам організму. Електротехнічні апарати, розроблені Теслою для медичних досліджень, набули широкого поширення у світі.
Експерименти з високочастотними струмами великої напруги привели винахідника до відкриття способу очищення забруднених поверхонь. Аналогічний вплив струмів на шкіру показав, що таким чином можливо видаляти дрібний висип, очищати пори і вбивати мікроорганізми. Цей метод використовується в сучасній електротерапії.

### Теорія полів
У 1888 році Тесла (незалежно від Галілео Ферраріса та дещо раніше за нього) дав строгий науковий опис суті явища обертового магнітного поля. Того ж року Тесла отримав свої основні патенти на винахід багатофазних електричних машин (у тому числі асинхронного електродвигуна) та системи передачі електроенергії за допомогою багатофазного змінного струму. З використанням двофазної системи, яку він вважав найбільш економічною, у США був пущений ряд промислових електроустановок, у тому числі Ніагарська ГЕС (1895), найбільша в ті роки.

### Радіо
Докладніше: Історія виникнення радіо

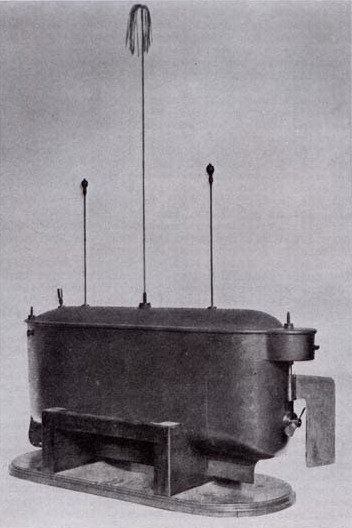
Радіокерована модель човна Ніколи Тесла,1898 рік (—Method of an Apparatus for Controlling Mechanism of Moving Vehicle or Vehicles).

Теслу не надто цікавило створення системи зв'язку. Він вбачав великі можливості не у наслідуванні телеграфних систем, а в розробці нового покоління технологій передавання світла й електроенергії. Тесла одним із перших запатентував спосіб надійного отримання струмів, які можуть бути використані в радіозв'язку. Патент US Patent 447920 (англ.), виданий у США 10 березня 1891 року, описував «Метод управління дуговими лампами» («Method of Operating Arc-Lamps»), в якому генератор змінного струму виробляв високочастотні (за мірками того часу) коливання струму близько 10 000 Гц. Запатентованою інновацією став метод придушення звуку, виробленого дуговою лампою під впливом змінного або пульсуючого струму, для чого Тесла придумав використовувати частоти, які знаходяться за рамками сприйняття людського слуху. За сучасною класифікацією, генератор змінного струму працював в інтервалі дуже низьких радіочастот.
У 1891 році на публічній лекції Тесла описав і продемонстрував принципи радіозв'язку. У 1893 році впритул зайнявся питаннями бездротового зв'язку і винайшов щоглову антену.
Вважається, що він винайшов радіо раніше за Гульєльмо Марконі (1891—1893), одержав трифазний електричний струм раніше за Доливо-Добровольського (1888) та першим описав ефект Кірліана.
У 1893 році Тесла запатентував радіопередавач. Його пріоритет перед Гульєльмо Марконі визнаний судом у 1943 році.
У 1898 році на Всесвітній виставці в Нью-Йорку у Медісон-сквер-гарден Нікола Тесла представив електричну модель човна з дистанційним радіокеруванням.

### Резонанс
Котушки Тесла досі іноді використовують саме для отримання довгих іскрових розрядів, які нагадують блискавку. У 1998 році інженер зі Стенфорда Грег Лей продемонстрував публіці ефект «блискавки за замовленням», стоячи в металевій клітці під гігантським контуром Тесла й керуючи блискавками за допомогою металевої «чарівної палички». Нещодавно він розгорнув кампанію по збору коштів на будівництво ще двох «веж Тесла» на південному заході США. Проєкт обійдеться в 6 мільйонів доларів. Однак приборкувач блискавок сподівався повернути витрати, продавши установку Федеральному управлінню авіації. За допомогою неї авіатори зможуть вивчати, що відбувається з літаками, які потрапили в грозу.

## Ворожнеча між Теслою та Едісоном
6 липня 1884 року Тесла прибув до Нью-Йорка. Він влаштувався на роботу в компанію Томаса Едісона (Edison Machine Works) інженером з ремонту електродвигунів і генераторів постійного струму.
Едісон досить холодно сприймав нові ідеї Тесли і дедалі більше відкрито висловлював несхвалення напрямку особистих вишукувань винахідника. Навесні 1885 року Едісон пообіцяв Теслі 50 тисяч доларів (на ті часи сума, приблизно еквівалентна 1 млн сучасних доларів), якщо у нього вийде конструктивно поліпшити електричні машини постійного струму, придумані Едісоном. Нікола активно взявся за роботу і незабаром представив 24 різновиди машини Едісона, новий комутатор і регулятор, які значно поліпшували експлуатаційні характеристики. Схваливши всі удосконалення, у відповідь на питання про винагороду Едісон відмовив Теслі, зауваживши, що емігрант поки погано розуміє американський гумор. Ображений Тесла негайно звільнився.
Тесла не отримав Нобелівської премії. Не отримав премії і його основний супротивник Томас Едісон. Вважається, що причиною цього була взаємна ворожнеча між двома визначними винахідниками, які намагалися применшити заслуги іншого. Тесла та Едісон у 80-ті роки XIX століття вели між собою так звану війну струмів. Едісон відстоював використання у виробництві та побуті постійного струму, тоді як Тесла був за змінний. Тесла переміг у цій війні, й домінування змінного струму над постійним у виробництві, передачі та розподілі електроенергії продовжується досі.

## Лабораторія в Нью-Йорку
Пропрацювавши лише рік у компанії Едісона, Тесла набув популярності у ділових колах. Дізнавшись про його звільнення, група електротехніків запропонувала Ніколі організувати свою компанію, пов'язану з питаннями електричного освітлення. Проєкти Тесли для змінного струму їх не надихнули, і тоді вони змінили первинну пропозицію, обмежившись лише пропозицією розробити проєкт дугової лампи для вуличного освітлення. Через рік проєкт був готовий. Замість грошей, підприємці запропонували винахіднику частину акцій компанії, створеної для експлуатації нової лампи. Такий варіант не влаштував винахідника, компанія ж у відповідь постаралася позбутися його, спробувавши обмовити і зганьбити Теслу.
З осені 1886 року і до весни молодий винахідник змушений був перебиватися на підсобних роботах. Він займався риттям канав, «спав, де доведеться, і їв, що знайде». У цей період він затоваришував з інженером Брауном, який перебував у подібному становищі. Той зміг умовити кількох своїх знайомих надати невелику фінансову підтримку Теслі. У квітні 1887 року створена на ці гроші «Тесла арк лайт компані» почала займатися облаштуванням вуличного освітлення новими дуговими лампами. Незабаром перспективність компанії була доведена великими замовленнями з багатьох міст США. Для самого винахідника компанія була лише засобом до досягнення заповітної мети.
Під офіс своєї компанії в Нью-Йорку Тесла зняв будинок на П'ятій авеню (англ. Fifth Avenue) неподалік від будівлі, займаного компанією Едісона. Між двома компаніями розв'язалася гостра конкурентна боротьба, відома в Америці під назвою «Війна струмів» (англ. War of Currents).
У липні 1888 року відомий американський промисловець Джордж Вестінгауз викупив у Тесли понад 40 патентів, заплативши в середньому по 25 тисяч доларів за кожен. Вестінгауз також запросив винахідника як консультанта на заводах у Пітсбурзі, де розроблялися промислові зразки машин змінного струму. Робота не приносила задоволення винахіднику, заважаючи появі нових ідей. Незважаючи на вмовляння Вестінгауза, через рік Тесла повернувся до своєї лабораторії в Нью-Йорку.
Незабаром після повернення з Пітсбурга, Нікола Тесла з'їздив до Європи, де відвідав Всесвітню виставку 1889 року, яка проходила в Парижі; відвідав свою матір і сестру Маріцу.
Упродовж 1888—1895 років Тесла займався дослідженнями магнітних полів і високих частот у своїй лабораторії. Ці роки були найпліднішими: він отримав безліч патентів. Керівництво Американського інституту електроінженерії (American Institute of Electrical Engineers) запросило Теслу прочитати лекцію про свої роботи. 20 травня 1892 року він виступив перед аудиторією, яка включала видатних електротехніків того часу, і мав великий успіх.
13 березня 1895 року в лабораторії на П'ятій авеню сталася пожежа. Будівля згоріла вщент, знищивши найостанніші досягнення винахідника — механічний осцилятор, новий метод електричного освітлення, новий метод бездротової передачі повідомлень на далекі відстані та метод дослідження природи електрики. Сам Тесла заявив, що по пам'яті може відновити всі свої відкриття. Фінансову допомогу винахіднику зробила «Компанія Ніагарський водоспад». Завдяки Едварду Адамсу в Тесли з'явилося 100 тисяч доларів на облаштування нової лабораторії. Вже восени дослідження відновилися за новою адресою: Хаустон-стріт, 46. Наприкінці 1896 року, Тесла домігся передачі сигналу на відстань 30 миль (48 км).

## Колорадо-Спрінгс
У травні 1899 на запрошення місцевої електричної компанії Тесла переїхав до курортного містечка Колорадо-Спрінгс у штаті Колорадо. Містечко розташоване на великому плато на висоті 2000 м. Сильні грози були нерідкими в цих місцях.
У Колорадо-Спрінгс Тесла організував невелику лабораторію. Спонсором цього разу був власник готелю «Уолдорф-Асторія», який виділив на дослідження 30 000 доларів. Для вивчення гроз Тесла сконструював спеціальний пристрій, який був трансформатором, один кінець первинної обмотки якого був заземлений, а другий з'єднувався з металевою кулею, яка висувається вгору стрижнем. До вторинної обмотки підключався чутливий пристрій, поєднаний із записувальним приладом. Цей пристрій дозволив Ніколі Теслі вивчати зміни потенціалу Землі, в тому числі й ефект стоячих електромагнітних хвиль, викликаний грозовими розрядами в земній атмосфері (через п'ять з гаком десятиліть цей ефект був детально досліджений і пізніше став відомий як «Резонанс Шумана»). Спостереження навели винахідника на думку про можливість передачі електроенергії без дротів на великі відстані.
Наступний експеримент Тесла направив на дослідження можливості самостійного створення стоячої електромагнітної хвилі. Крім безлічі індукційних котушок та іншого устаткування він спроєктував «підсилюючий передавач». На величезну підставку трансформатора були намотані витки первинної обмотки. Вторинна обмотка поєднувалася з 60-метровою щоглою і закінчувалася мідною кулею метрового діаметра. При пропущенні через первинну котушку змінного струму у кілька тисяч вольт у вторинній котушці виникав струм з напругою в кілька мільйонів вольт і частотою до 150 тисяч герц.
При проведенні експерименту були зафіксовані грозоподобні розряди, які виходять від металевої кулі. Довжина деяких розрядів сягала майже 4,5 метра, а грім було чути на відстані до 24 км. Перший запуск експерименту перервався через згорілий генератор на електростанції в Колорадо-Спрінгс, який був джерелом струму для первинної обмотки «підсилюювального передавача». Тесла змушений був припинити експерименти і самостійно займатися ремонтом генератора. Через тиждень експеримент був продовжений.
На підставі експерименту Тесла зробив висновок про те, що пристрій дозволив йому генерувати стоячі хвилі, які сферично поширювалися від передавача, а потім зі зростаючою інтенсивністю сходилися в діаметрально протилежній точці земної кулі, десь близько островів Амстердам і Св. Павла в Індійському океані.
Свої нотатки і спостереження від дослідів у лабораторії в Колорадо-Спрінгс Нікола Тесла заносив до щоденника, який пізніше був опублікований під назвою «Colorado Springs Notes, 1899—1900».
Восени 1899 року Тесла повернувся в Нью-Йорк.

### Проєкт «Ворденкліф»

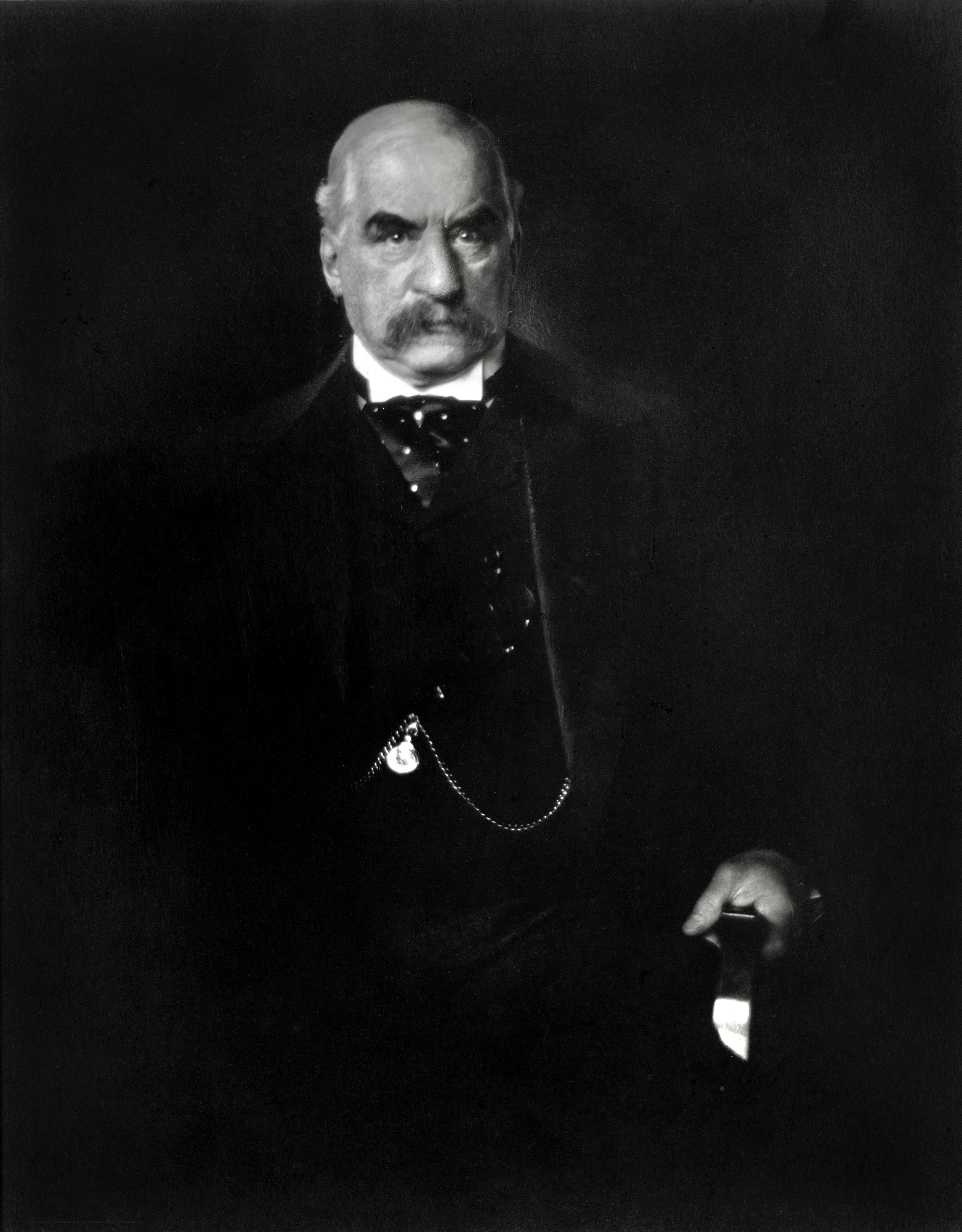
Фінансував дослідження Тесли промисловець Джон Пірпонт Морган, 1903 р.

За 60 км на північ від Нью-Йорка на острові Лонг-Айленд Нікола Тесла придбав ділянку землі, яка межувала з володіннями Чарльза Вордена. Ділянка площею 0,8 км² була розташована на значній відстані від поселень. Тут Тесла планував побудувати лабораторію і наукове містечко. На його замовлення архітектор В. Гроу розробив проєкт радіостанції — 47-метрової дерев'яної каркасної вежі з мідною півкулею вгорі. Спорудження подібної конструкції з дерева породжувало безліч труднощів: через масивну півкулю центр ваги будівлі змістився вгору, позбавляючи конструкцію стійкості. Насилу вдалося знайти будівельну компанію, яка взялася за реалізацію проєкту. Будівництво вежі завершилося 1902 року. Тесла оселився в невеликому котеджі неподалік.
Виготовлення необхідного обладнання затягнулося, оскільки промисловець Джон Пірпонт Морган, який фінансував проєкт «Ворденкліф», розірвав контракт, дізнавшись, що замість практичних цілей з розвитку електричного освітлення Тесла планує займатися отриманням величезної кількості енергії методом імпульсу з метою забезпечення всього населення планети доступною електрикою. Дізнавшись про припинення Морганом фінансування проєктів винахідника, інші промисловці також не захотіли мати з ним справи. Тесла змушений був припинити будівництво, закрити лабораторію і розпустити штат співробітників. Розплачуючись із кредиторами, Тесла змушений був продати земельну ділянку. Башта виявилася занедбаною і простояла до 1917 року, коли федеральна влада запідозрила, що німецькі шпигуни використовують її у своїх цілях і недобудований проєкт Тесли підірвали.

### Після «Ворденкліфа»
Після 1900 року Тесла одержав безліч інших патентів на винаходи в різних областях техніки (електричний лічильник, частотомір, ряд удосконалень у радіоапаратурі, парових турбінах та ін.). Улітку 1914 року Сербія опинилася в центрі подій, які спричинили початок Першої світової війни. Залишаючись у США, Тесла брав участь у зборі коштів для сербської армії. Тоді ж він почав замислюватися про створення суперзброї:
Прийде час, коли який-небудь науковий геній придумає машину, здатну однією дією знищити одну або декілька армій.
У 1915 році в газетах писали, що Теслу було номіновано на Нобелівську премію з фізики. Одночасно був заявлений і Томас Едісон. Винахідникам пропонувалося розділити премію на двох. За твердженнями деяких джерел, взаємна неприязнь винахідників призвела до того, що обидва відмовилися від неї, таким чином відкинувши будь-яку можливість поділу премії. Насправді Едісону в 1915 році не пропонували премії, хоча і номінували на неї, а Теслу вперше номінували 1937 року. 18 травня 1917 року Теслі була вручена медаль Едісона, хоча сам він рішуче відмовлявся від її отримання.
У 1917 році Тесла запропонував принцип дії пристрою для радіовиявлення підводних човнів.
Упродовж 1917—1926 років Нікола Тесла працював у різних містах США. З літа 1917 до листопада 1918 року він працював на «Пайл Нешнл» у Чикаго; в 1919—1922 роках був у Мілвокі з Еллісом Чалмерс; останні місяці 1922 року пройшли в Бостонській «Уолт уотч Компані», а в 1925—1926 роках у Філадельфії Тесла розробляв для «Бадд Компані» бензинову турбіну.
У 1934 році в журналі Scientific American була опублікована стаття Тесли, яка викликала широкий резонанс у наукових колах, в якій він докладно розглянув межі можливості отримання надвисоких напруг шляхом зарядки кулястих ємностей статичною електрикою від тертьових ременів і висловив сумнів у тому, що розряди цього електростатичного генератора зможуть допомогти в дослідженнях будови атомного ядра.

## У художній літературі й кіно
- У романі Крістофера Пріста «Престиж» Нікола Тесла згадується як геніальний науковець, який створив машину-телепортатор. Також описується його ворожнеча з Томасом Едісоном. Книга екранізована 2006 року Крістофером Ноланом. Роль Тесли зіграв культовий співак та актор Девід Бові.
- У романі Скотта Вестерфельда «Голіаф» Теслу подано як творця зброї «Голіаф», здатної уражати будь-які об'єкти по всьому світу. Проте, сила зброї виявляється перебільшеною, оскільки Тесла приписав їй руйнування біля Тунгуски, які насправді спричинив метеорит.
- Тесла є персонажем кількох серій канадського телесеріалу «Розслідування Мердока».
- Про теслу знято фільм «Вільна енергія Тесли»[7].

## Вшанування пам'яті

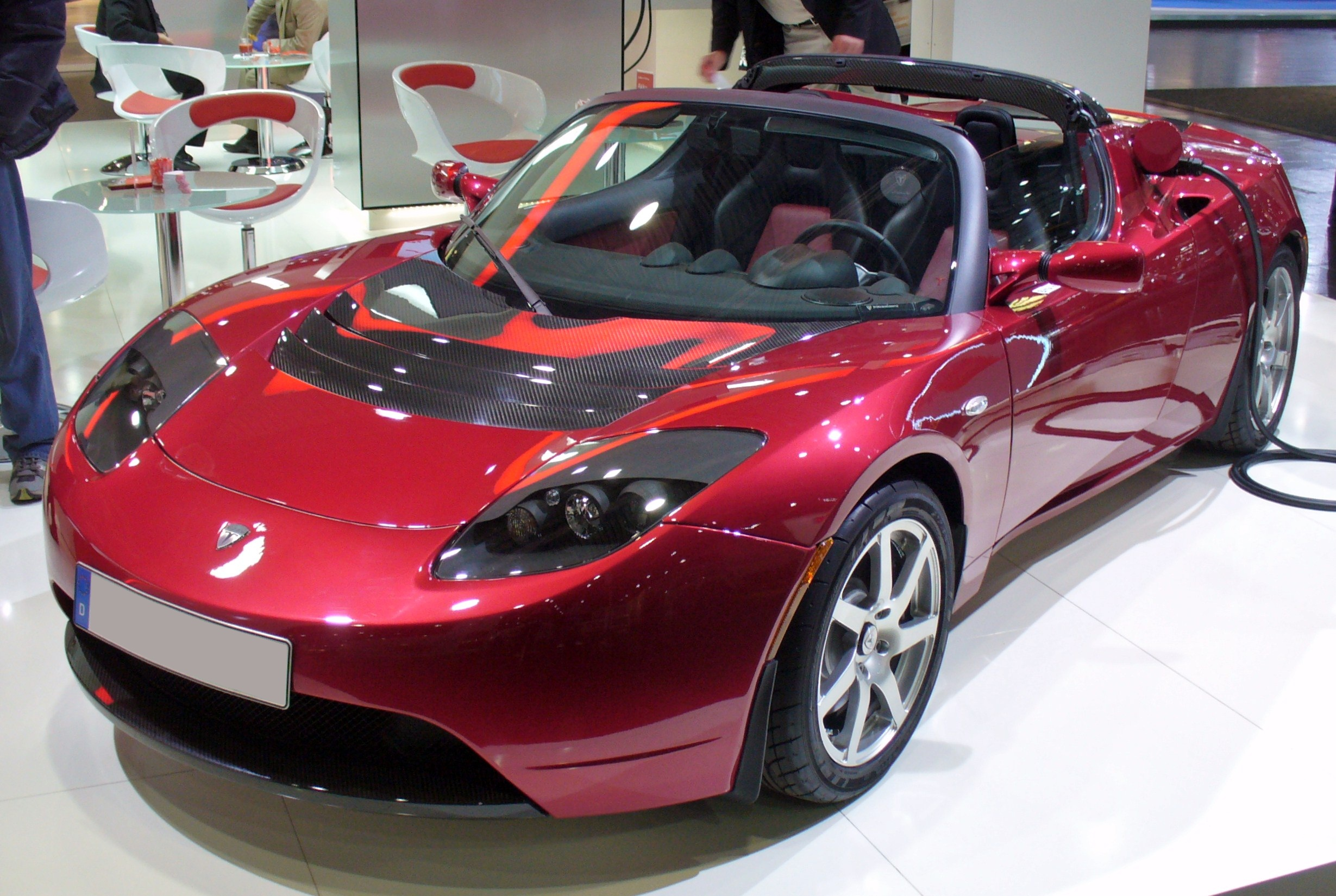
Електромобіль Tesla Roadster

- У Белграді в 1952 році було відкрито Музей Ніколи Тесли, де зберігаються особисті речі винахідника, різноманітні історичні документи і моделі його винаходів.
- Одиниця вимірювання магнітної індукції в системі SI названа на честь дослідника — Тесла.
- Портрет Тесли зображений на банкноті у 100 сербських динарів.
- Портрет Тесли також є на поштових марках Хорватії.
- На честь винахідника названі кратер на Місяці і астероїд 2244 Тесла.
- Іменем винахідника названо компанію, яка випускає суперкари, облаштовані електричним двигуном — Tesla Motors.
- У Белграді іменем Тесли названо аеропорт.
- Іменем Тесли названа марка відеокарт для високопродуктивних обрахунків компанії Nvidia